# Henry De Vere Stacpoole
Henry De Vere Stacpoole (Kingstown, Irlanda, 9 de abril de 1863-Isla de Wight, Reino Unido, 12 de abril de 1951) fue un escritor británico irlandés. Ha sido reconocido por ser el autor de la novela La laguna azul  (1908), la cual conforma una saga literaria con sus tres secuelas. Generalmente publicó sus obras bajo su propio nombre, pero algunas veces usó el seudónimo Tyler De Saix.

## Biografía
Stacpoole nació en Kinstown (1863) ―actualmente conocido como Dún Laoghaire―, Irlanda. Sus padres fueron William Church Stacpoole y Charlotte Augusta Mountjoy (apellido de soltera). Se educó en Portarlington, y prosiguió su formación en la Malvern College antes de comenzar a estudiar medicina en el Hospital de St. Mary's y en el Hospital St. George's, ambos ubicados en Londres.
Entre sus primeras obras de ficción se encuentran The Intended (1894) y The Doctor (1895). Su preferencia por la escritura de novelas ambientadas en lugares lejanos comenzó con The Crimson Azaleas (1907), cuyo argumento tiene lugar en Japón.
Posteriormente, tuvo éxito al publicar The Blue Lagoon (1908), conocida en castellano como «La laguna azul», que ha tenido varias adaptaciones fílmicas. Dicha historia se extendió en una saga literaria, ya que Stacpoole escribió varias secuelas. El orden final, según el año de publicación, es el siguiente:
1. The Blue Lagoon (1908).
2. The Garden of God (1923).
3. The Gates of Morning (1925).
4. The Girl of the Golden Reef: a Romance of the Blue Lagoon (1929).

Estuvo casado con Margaret Robson hasta el fallecimiento de su esposa en 1934. Luego concertó segundas nupcias en 1938, esta vez con la hermana de Margaret, es decir, Florence Robson. Durante sus últimos años fijó su residencia en Cliff Dene, Bonchurch, Isla de Wight. Pereció el 12 de abril de 1951, a los 88 años.
Era conocido como «Harry» por sus amigos más cercanos.

## Obra

### Ficción
| Obras de ficción | Detalles sobre la categoría                    | Título original                                                                     | Año (publicación original) | Publicada con seudónimo | Notas    |
| ---------------- | ---------------------------------------------- | ----------------------------------------------------------------------------------- | -------------------------- | ----------------------- | -------- |
| Novelas          | Saga literaria de «La laguna azul» (1908-1929) | The Blue Lagoon                                                                     | 1908                       | ✘                       |          |
| Novelas          | Saga literaria de «La laguna azul» (1908-1929) | The Garden of God                                                                   | 1923                       | ✘                       |          |
| Novelas          | Saga literaria de «La laguna azul» (1908-1929) | The Gates of Morning                                                                | 1925                       | ✘                       |          |
| Novelas          | Saga literaria de «La laguna azul» (1908-1929) | The Girl of the Golden Reef: a Romance of the Blue Lagoon                           | 1929                       | ✘                       |          |
| Novelas          | Policíacas o detectivescas                     | The Lady-Killer                                                                     | 1902                       | ✘                       |          |
| Novelas          | Policíacas o detectivescas                     | The Cottage on the Fells o Murder on the Fell                                       | 1908                       | ✘                       |          |
| Novelas          | Policíacas o detectivescas                     | The Man Without a Head                                                              | 1908                       | ✔                       | [ n. 1 ] |
| Novelas          | Policíacas o detectivescas                     | The Vulture's Prey                                                                  | 1908                       | ✔                       | [ n. 1 ] |
| Novelas          | Policíacas o detectivescas                     | The Man Who Lost Himself                                                            | 1918                       | ✘                       |          |
| Novelas          | Policíacas o detectivescas                     | Golden Ballast                                                                      | 1924                       | ✘                       |          |
| Novelas          | Policíacas o detectivescas                     | The Mystery of Uncle Bollard                                                        | 1927                       | ✘                       |          |
| Novelas          | De fantasía                                    | Death, the Knight, and the Lady: a Ghost Story                                      | 1897                       | ✘                       |          |
| Novelas          | De fantasía                                    | The Starlit Garden: a Romance of the South or The Ghost Girl                        | 1917                       | ✘                       |          |
| Novelas          | De fantasía                                    | The Sunstone                                                                        | 1936                       | ✘                       |          |
| Novelas          | Infantiles o juveniles                         | Feyshad                                                                             | 1914                       | ✘                       |          |
| Novelas          | Infantiles o juveniles                         | The Little Prince                                                                   | 1914                       | ✘                       |          |
| Novelas          | Infantiles o juveniles                         | Pierrette                                                                           | 1914                       | ✘                       |          |
| Novelas          | Infantiles o juveniles                         | The Story of Abdul and Hafiz                                                        | 1914                       | ✘                       |          |
| Novelas          | Ciencia ficción                                | The City in the Sea                                                                 | 1925                       | ✘                       |          |
| Novelas          | Colaborativas                                  | The Golden Astrolabe                                                                | 1906                       | ✘                       | [ n. 2 ] |
| Novelas          | Colaborativas                                  | The Meddler: a Novel of Sorts                                                       | 1907                       | ✘                       | [ n. 2 ] |
| Novelas          | Colaborativas                                  | The Reavers: a Tale of Wild Adventure on the Moors of Lorne                         | 1908                       | ✘                       | [ n. 2 ] |
| Novelas          | Colaborativas                                  | Uncle Simon or The Man Who Found Himself                                            | 1920                       | ✘                       | [ n. 3 ] |
| Novelas          | Otras                                          | The Intended: a Novel                                                               | 1894                       | ✘                       |          |
| Novelas          | Otras                                          | Pierrot! a Story                                                                    | 1895                       | ✘                       |          |
| Novelas          | Otras                                          | The Doctor: a Study from Life                                                       | 1899                       | ✘                       |          |
| Novelas          | Otras                                          | The Rapin o Toto: a Parisian Sketch                                                 | 1899                       | ✘                       |          |
| Novelas          | Otras                                          | The Bourgeois                                                                       | 1901                       | ✘                       |          |
| Novelas          | Otras                                          | Fanny Lambert: a Novel                                                              | 1906                       | ✘                       |          |
| Novelas          | Otras                                          | The Crimson Azaleas: a Novel                                                        | 1908                       | ✘                       |          |
| Novelas          | Otras                                          | Patsy: a Story                                                                      | 1908                       | ✘                       |          |
| Novelas          | Otras                                          | Garryowen: The Romance of a Race-Horse                                              | 1909                       | ✘                       |          |
| Novelas          | Otras                                          | The Pools of Silence                                                                | 1909                       | ✘                       |          |
| Novelas          | Otras                                          | The Drums of War                                                                    | 1910                       | ✘                       |          |
| Novelas          | Otras                                          | The Cruise of the King Fisher: a Tale of Deep-Sea Adventure                         | 1910                       | ✘                       |          |
| Novelas          | Otras                                          | The Ship of Coral: A Tropical Romance                                               | 1911                       | ✘                       |          |
| Novelas          | Otras                                          | The Order of Release                                                                | 1912                       | ✘                       |          |
| Novelas          | Otras                                          | The Street of the Flute-Player: a Romance                                           | 1912                       | ✘                       |          |
| Novelas          | Otras                                          | Molly Beamish                                                                       | 1913                       | ✘                       |          |
| Novelas          | Otras                                          | Bird Cay                                                                            | 1913                       | ✘                       |          |
| Novelas          | Otras                                          | The Children of the Sea: a Romance                                                  | 1913                       | ✘                       |          |
| Novelas          | Otras                                          | Father O'Flynn                                                                      | 1914                       | ✘                       |          |
| Novelas          | Otras                                          | The New Optimism                                                                    | 1914                       | ✘                       |          |
| Novelas          | Otras                                          | Monsieur de Rochefort: A Romance of Old Paris o The Presentation                    | 1914                       | ✘                       |          |
| Novelas          | Otras                                          | The Blue Horizon: Romance from the Tropics and the Sea                              | 1915                       | ✘                       |          |
| Novelas          | Otras                                          | The Pearl Fishers                                                                   | 1915                       | ✘                       |          |
| Novelas          | Otras                                          | The Red Day                                                                         | 1915                       | ✘                       |          |
| Novelas          | Otras                                          | The Reef of Stars: a Romance of the Tropics o The Gold Trail                        | 1916                       | ✘                       |          |
| Novelas          | Otras                                          | Corporal Jacques of the Foreign Legion                                              | 1916                       | ✘                       |          |
| Novelas          | Otras                                          | In Blue Waters                                                                      | 1917                       | ✘                       |          |
| Novelas          | Otras                                          | Sea Plunder                                                                         | 1917                       | ✘                       |          |
| Novelas          | Otras                                          | The Willow Tree: the Romance of a Japanese Garden                                   | 1918                       | ✘                       |          |
| Novelas          | Otras                                          | The Beach of Dreams: a Story of the True World                                      | 1919                       | ✘                       |          |
| Novelas          | Otras                                          | Under Blue Skies                                                                    | 1919                       | ✘                       |          |
| Novelas          | Otras                                          | A Man of the Islands                                                                | 1920                       | ✘                       |          |
| Novelas          | Otras                                          | Satan: a Story of the Sea King's Country o Satan: a Romance of the Bahamas          | 1921                       | ✘                       |          |
| Novelas          | Otras                                          | Men, Women, and Beasts                                                              | 1922                       | ✘                       |          |
| Novelas          | Otras                                          | Vanderdecken: the Story of a Man                                                    | 1922                       | ✘                       |          |
| Novelas          | Otras                                          | Ocean Tramps                                                                        | 1924                       | ✘                       |          |
| Novelas          | Otras                                          | The House of Crimson Shadows: a Romance                                             | 1925                       | ✘                       |          |
| Novelas          | Otras                                          | Goblin Market: a Romance                                                            | 1927                       | ✘                       |          |
| Novelas          | Otras                                          | Tropic Love                                                                         | 1928                       | ✘                       |          |
| Novelas          | Otras                                          | Roxanne o The Return of Spring                                                      | 1928                       | ✘                       |          |
| Novelas          | Otras                                          | Eileen of the Trees                                                                 | 1929                       | ✘                       |          |
| Novelas          | Otras                                          | The Tales of Mynheer Amayat                                                         | 1930                       | ✘                       |          |
| Novelas          | Otras                                          | The Chank Shell: a Tropical Romance of Love and Treasure o The Island of Lost Women | 1930                       | ✘                       |          |
| Novelas          | Otras                                          | Pacific Gold                                                                        | 1931                       | ✘                       |          |
| Novelas          | Otras                                          | Love on the Adriatic                                                                | 1932                       | ✘                       |          |
| Novelas          | Otras                                          | The Lost Caravan                                                                    | 1932                       | ✘                       |          |
| Novelas          | Otras                                          | Mandarin Gardens                                                                    | 1933                       | ✘                       |          |
| Novelas          | Otras                                          | The Naked Soul: The Story of a Modern Knight                                        | 1933                       | ✘                       |          |
| Novelas          | Otras                                          | The Longshore Girl: a Romance                                                       | 1935                       | ✘                       |          |
| Novelas          | Otras                                          | Ginger Adams                                                                        | 1937                       | ✘                       |          |
| Novelas          | Otras                                          | High-Yaller                                                                         | 1938                       | ✘                       |          |
| Novelas          | Otras                                          | Due East of Friday                                                                  | 1939                       | ✘                       |          |
| Novelas          | Otras                                          | An American at Oxford                                                               | 1941                       | ✘                       |          |
| Novelas          | Otras                                          | Oxford Goes to War: a Novel                                                         | 1943                       | ✘                       |          |
| Novelas          | Otras                                          | Harley Street: a Novel                                                              | 1946                       | ✘                       |          |
| Novelas          | Otras                                          | The Story of My Village                                                             | 1947                       | ✘                       |          |
| Novelas          | Otras                                          | The Land of Little Horses: a Story                                                  | 1949                       | ✘                       |          |
| Novelas          | Otras                                          | The Man in Armour                                                                   | 1949                       | ✘                       |          |
| Poesía           | Poemarios                                      | Poems and Ballads                                                                   | 1910                       | ✘                       |          |
| Poesía           | Poemarios                                      | In a Bonchurch Garden: Poems and Translations                                       | 1917                       | ✘                       |          |

#### Traducciones al español
| Título traducido          | Editorial                        | Año de edición |
| ------------------------- | -------------------------------- | -------------- |
| El secreto del decapitado | Editorial Española Americana     | 1912           |
| La laguna azul            | Ediciones y publicaciones Iberia | 1929           |
| Las violetas del zar      | Empresa Editora Zig-Zag          | 1948           |

### No-ficción
| Obras ajenas a la ficción | Detalles sobre la categoría | Título original                                                      | Año (publicación original) | Notas |
| ------------------------- | --------------------------- | -------------------------------------------------------------------- | -------------------------- | ----- |
| Biografías y relacionadas | Autobiografías              | Men and Mice, 1863-1942                                              | 1942                       |       |
| Biografías y relacionadas | Autobiografías              | More Men and Mice                                                    | 1945                       |       |
| Biografías y relacionadas | Retratos de otros autores   | Francois Villon: His Life and Times, 1431-1463                       | 1916                       |       |
| Traducciones de otros     | Poesía                      | The Poems of Francois Villon                                         | 1914                       |       |
| Traducciones de otros     | Poesía                      | Sappho: a New Rendering                                              | 1920                       |       |
| Colecciones               | Ensayos periodísticos       | Stories East and West: Tales of Men and Women                        | 1926                       |       |
| Colecciones               | Ensayos periodísticos       | The Vengeance of Mynheer Van Lok and Other Stories                   | 1934                       |       |
| Colecciones               | Ensayos periodísticos       | Green Coral                                                          | 1935                       |       |
| Colecciones               | Ensayos periodísticos       | Old Sailors Never Lie and Other Tales of Land and Sea by One of Them | 1938                       |       |

## Adaptaciones al cine de sus escritos
| Base textual    | Detalles sobre las historias                   | Título original            | Año de estreno | Director                             | Duración | Notas                                                                      |
| --------------- | ---------------------------------------------- | -------------------------- | -------------- | ------------------------------------ | -------- | -------------------------------------------------------------------------- |
| Obras del autor | Saga literaria de «La laguna azul» (1908-1929) | The Blue Lagoon            | 1923           | Dick Cruikshanks                     | 80 min.  | Película perdida                                                           |
| Obras del autor | Saga literaria de «La laguna azul» (1908-1929) | The Blue Lagoon            | 1949           | Frank Launder                        | 101 min. | título en España: La isla perdida título en Hispanoamérica: La laguna azul |
| Obras del autor | Saga literaria de «La laguna azul» (1908-1929) | The Blue Lagoon            | 1980           | Randal Kleiser                       | 105 min. | título en España: El lago azul título en Hispanoamérica: La laguna azul    |
| Obras del autor | Saga literaria de «La laguna azul» (1908-1929) | Return to the Blue Lagoon  | 1991           | William A. Graham                    | 102 min. | [ n. 4 ]                                                                   |
| Obras del autor | Saga literaria de «La laguna azul» (1908-1929) | Blue Lagoon: The Awakening | 2012           | Mikael Salomon / Jake Newsome        | 89 min.  |                                                                            |
| Obras del autor | Otros libros                                   | Garryowen                  | 1920           | George Pearson                       | (desc.)  |                                                                            |
| Obras del autor | Otros libros                                   | The Man Who Lost Himself   | 1920           | Clarence G. Badger / George D. Baker | 50 min.  |                                                                            |
| Obras del autor | Otros libros                                   | Beach of Dreams            | 1921           | William Parke                        | (desc.)  |                                                                            |
| Obras del autor | Otros libros                                   | The Starlit Garden         | 1923           | Guy Newall                           | (desc.)  |                                                                            |
| Obras del autor | Otros libros                                   | Satan's Sister             | 1925           | George Pearson                       | (desc.)  |                                                                            |
| Obras del autor | Otros libros                                   | The Man Who Lost Himself   | 1941           | Edward Ludwig                        | 72 min.  |                                                                            |
| Obras del autor | Otros libros                                   | The Truth About Spring     | 1965           | Richard Thorpe                       | 102 min. |                                                                            |